# Kvas
Pour les articles homonymes, voir Kwa.

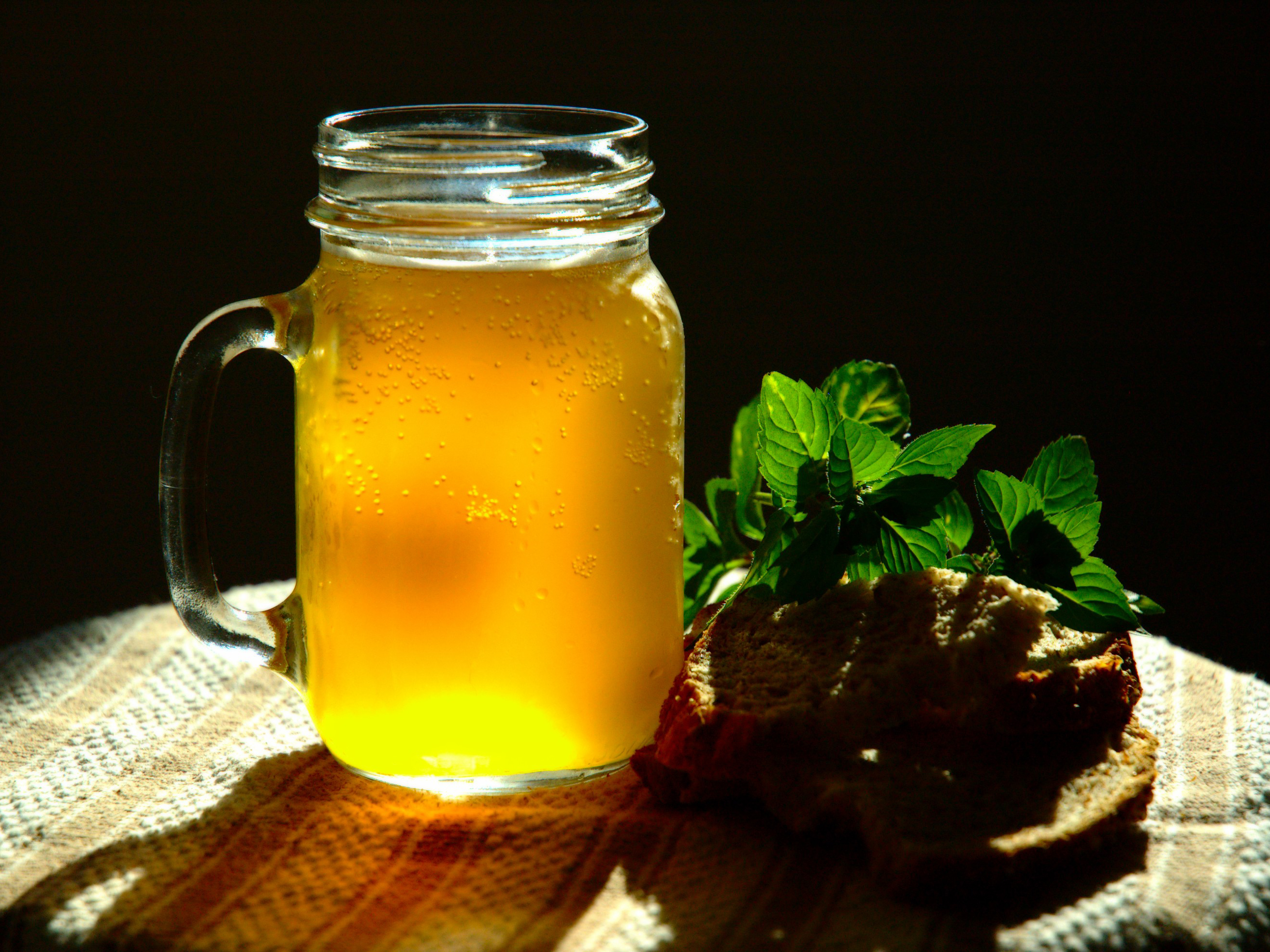
Du kvas fait maison, aromatisé à la menthe.

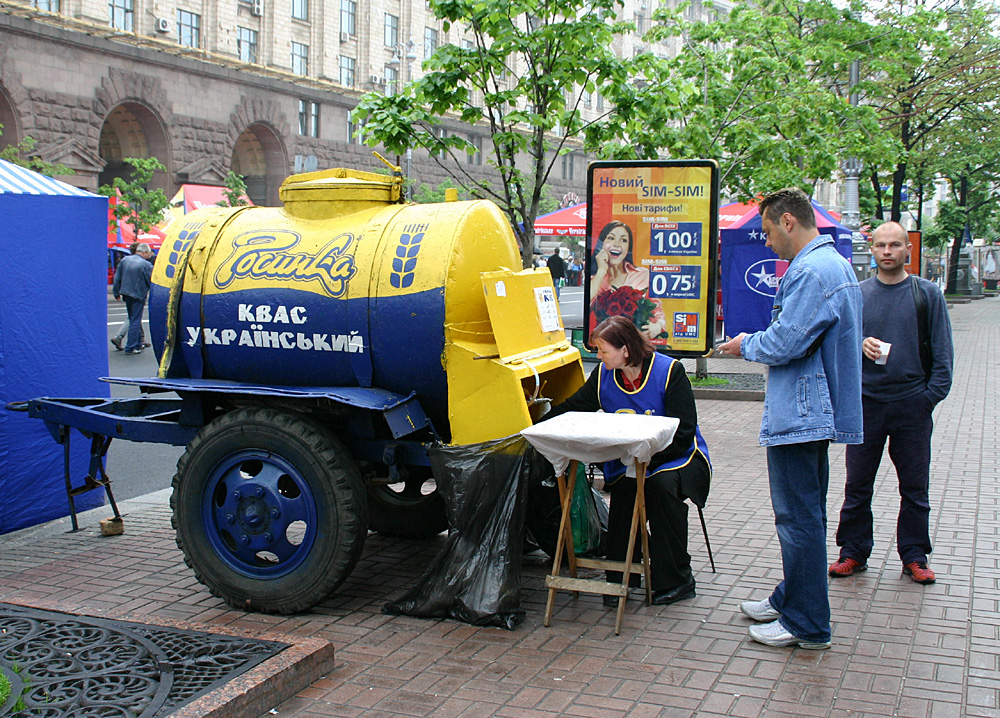
Vente ambulante de kvas dans une rue de Kiev en Ukraine.

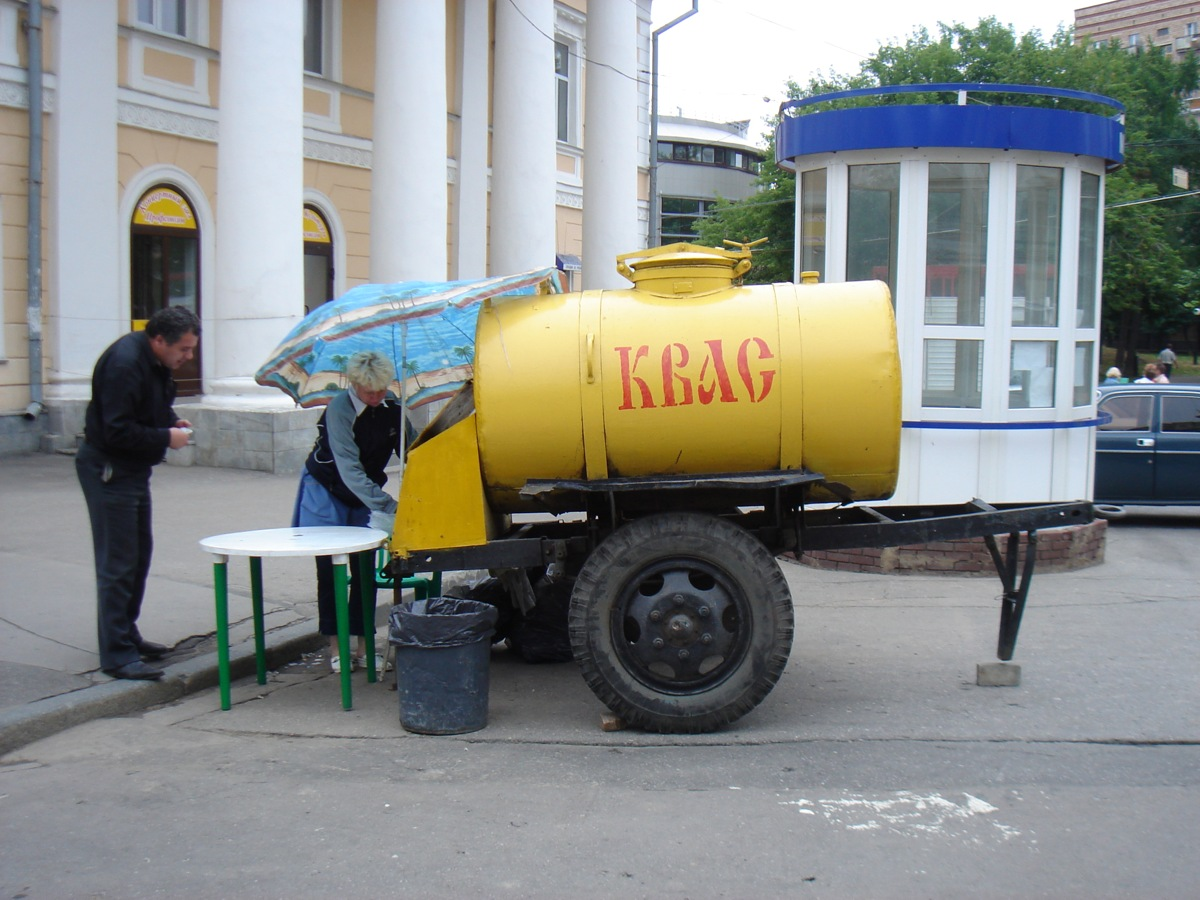
Vente de kvas dans une rue de Nijni Novgorod en Russie.

Le kvas, kvass, kwas ou kwass (en polonais : kwas chlebowy ; en russe, en biélorusse et en ukrainien : квас ; en lituanien : gira ; en estonien : kali, signifie « levain ») est une boisson fermentée et pétillante, légèrement alcoolisée, consommée dans le monde slave et populaire en Russie, en Ukraine et dans d'autres pays d'Europe centrale et d'Europe de l'Est. Au Moyen Âge, c'était une boisson très courante dans toute l'Europe.

## Présentation
Le kvas est fabriqué par la fermentation naturelle du pain fait avec du blé, du seigle ou de l'orge, et il est souvent parfumé avec des fruits (fraise, pomme, citron…), des baies (airelle), de la menthe ou encore du raisin.
Le kvas contient peu d'alcool ; sa teneur maximale est de 2,2 %.

## Histoire
Selon toute vraisemblance, le kvas n'a pas été inventé par les Russes ni les Ukrainiens, puisqu'une boisson similaire existait déjà dans la Grèce antique et dans l’Égypte antique. Au Ve siècle avant notre ère, Hérodote parlait déjà de cette boisson, nommée « zifos », réalisée en faisant macérer des croûtons de pain, ce qui est très similaire au kvas[réf. souhaitée].
La première mention écrite du kvas dans le monde russophone date de 996 : selon un ordre du prince de Vladimir Ier les convertis au christianisme recevaient « de la nourriture, du miel et du kvas ». Le kvas est devenu une boisson nationale en Russie dès le XVIe siècle. 
Le kvas fait maison a mené à une grande diversité des recettes, que ce soit avec le type et la qualité des ingrédients de base ou bien dans la technique elle-même. C'est à partir du XIIe siècle, que l'on voit apparaître deux types de kvas en fonction du degré d'alcool qu'il contient.
Au XIXe siècle, il commence à être produit de manière industrielle.
Il est largement consommé en Russie et en Ukraine, où dans presque toutes les villes on trouve des vendeurs de kvas en citerne dans les rues.
La recette du kvas a été introduite en Chine au XIXe siècle par les Russes. En 1900, Ivan Tchourine, l’un des marchands les plus influents dans l’Extrême-Orient russe, a créé la première fabrique de kvas à Harbin. Bien que la recette et la préparation aient changé, la consommation de cette boisson s’est maintenue au cours du XXe siècle, mais sa popularité ne s’étendait pas au-delà du Nord-est de la Chine. Tout a changé en 2009, lorsque la compagnie chinoise Qiulin Foods a augmenté la production du kvas jusqu’à vingt mille tonnes par an.

## Usage

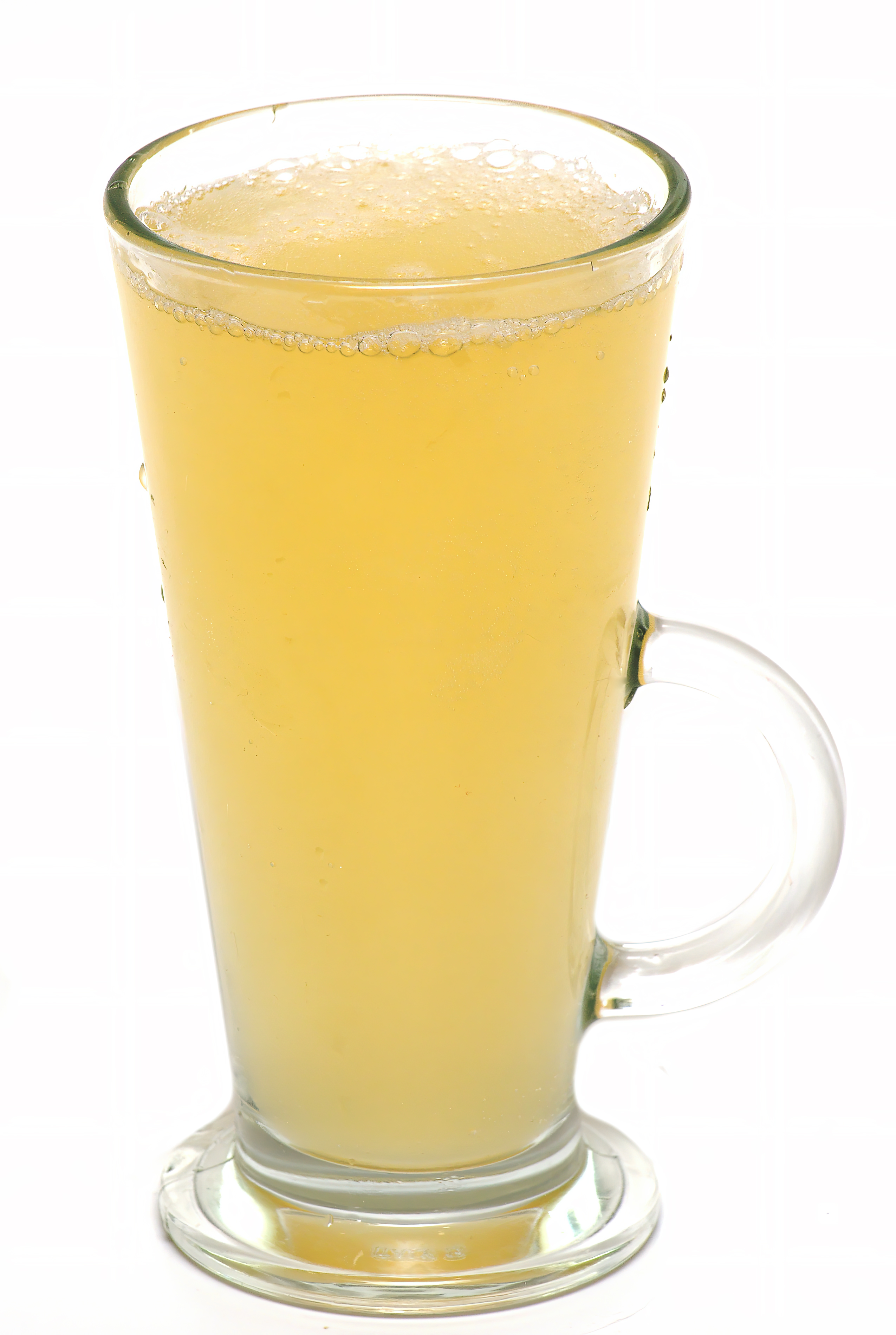
Kvas blanc de blé traditionnellement utilisé pour la préparation de l'okrochka.

Le kvas blanc sert aussi à confectionner la soupe froide russe, l'okrochka.